# Muzyka latynoamerykańska

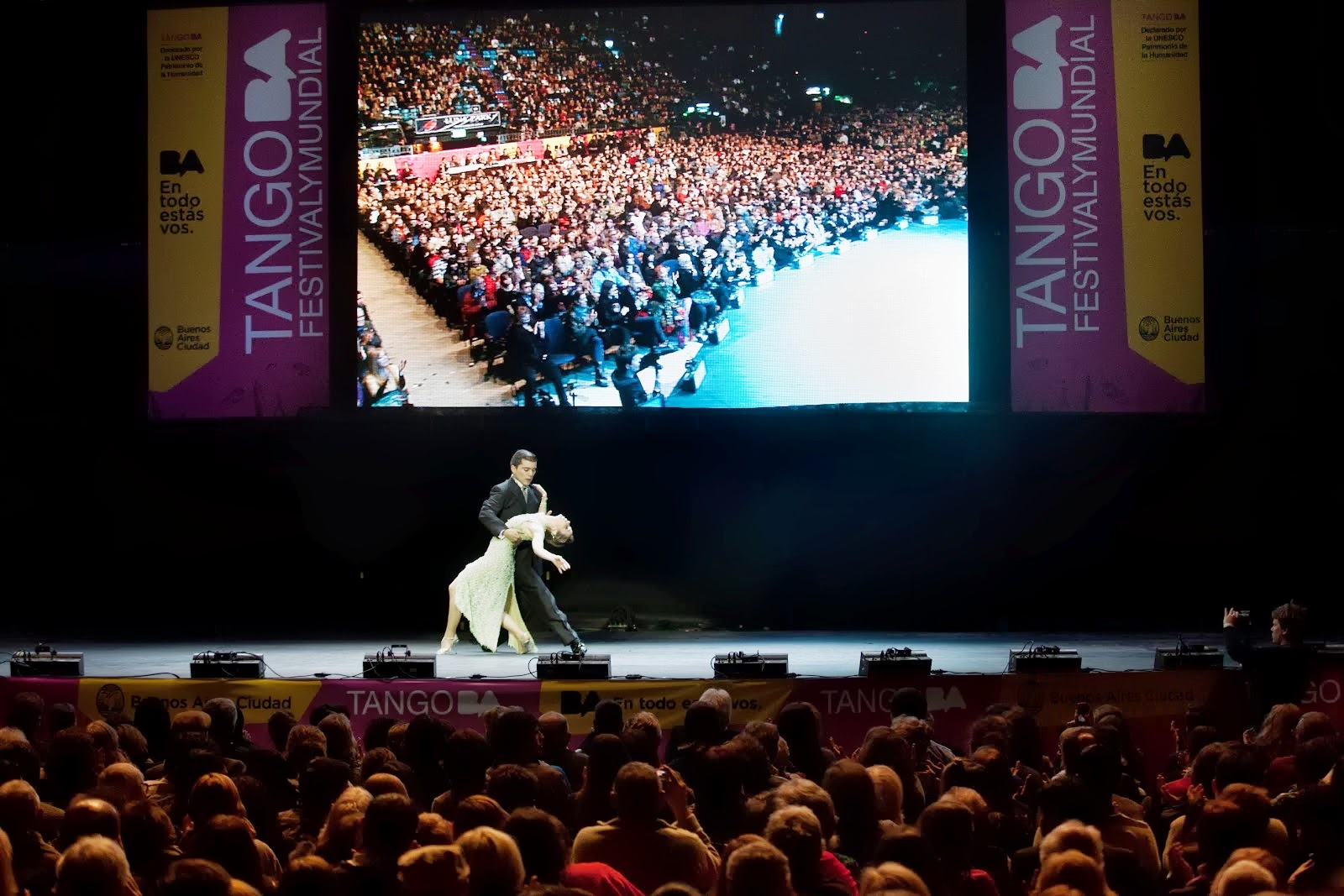
Tango

Muzyka latynoamerykańska (także Muzyka Ameryki Łacińskiej) – wspólne określenie tańców, rytmów i stylów muzycznych charakterystycznych dla krajów Ameryki Łacińskiej. Za korzenie muzyki latynoamerykańskiej uważa się najczęściej formy muzyczne pochodzące z Kuby, czyli mieszankę hiszpańskich elementów melodycznych i afrykańskich wpływów rytmicznych.
Istnieją także kraje, w których tradycyjną muzykę ukształtowały inne czynniki, np. w muzyki andyjskiej (Boliwia, Peru), w której pojawiają się także przedkolumbijskie składniki, jak np. pentatonika. W brazylijskiej bossa novie silne są wpływy jazzu, w argentyńskim cuarteto i chamamé można znaleźć wpływy alpejskie, włoskie i wschodnioeuropejskie.

## Podział
Muzykę latynoamerykańską można podzielić na następujące grupy, niekiedy zaskakująco różne od siebie:

## Tradycyjne style
Rozwinęły się już w XVIII i XIX wieku przeważnie w regionach wiejskich:
- Muzyka afrobrazylijska – powstała w Brazylii z połączenia rytmów afrykańskich niewolników z elementami portugalskimi, np. samba, samba reggae, axé
- Muzyka afrokolumbijska – powstała w Kolumbii z wymieszania elementów europejskich i afrykańskich. W przeciwieństwie do muzyki afrokubańskiej i afrobrazylijskiej rolę głównego instrumentu pełni akordeon, np. cumbia, vallenato
- Muzyka afrokaraibska – muzyka powstała na Kubie i sąsiednich wyspach z połączenia elementów muzyki afrykańskiej i europejskiej, np. son, merengue, calypso
- Muzyka andyjska – tradycyjna muzyka krajów andyjskich, na którą wpływ miały zarówno elementy melodyki hiszpańskiej, jak i indiańska muzyka sprzed epoki konkwistadorów, np. carnavalito
- Folklor pampański – style muzyczne i taneczne, mające korzenie w hiszpańskiej muzyce ludowej, rozpowszechnione w rejonie Pampy (Argentyna, Chile, Urugwaj), np. chacarera

## Miejskie style muzyczne
Style miejskie powstały dopiero w XX wieku w większych miastach Ameryki Łacińskiej, częściowo ze stylów tradycyjnych, częściowo z innych kierunków muzycznych:
- tango argentyńskie, melancholijny taniec z regionu La Platy, rozwinął się w Buenos Aires i Montevideo
- cuarteto, melanż włoskich, hiszpańskich i afrokaraibskich elementów, powstał w Córdobie w Argentynie

## Style mieszane z innymi nurtami muzyki
Większość z nich powstała w połowie XX wieku, niektóre spośród nich poza Ameryką Łacińską.
- salsa – powstała w Stanach Zjednoczonych z różnych stylów z rejonu Karaibów
- bossa nova – powstała w Brazylii z narodowych nurtów muzycznych i jazzowego sposobu gry
- latin jazz – mieszanka jazzu z muzyką afrokubańską (gł. mambo i salsy), powstała w latach 30. i 40. XX wieku w Nowym Jorku
- latin rock – powstałe w Stanach Zjednoczonych i spopularyzowane w całej Ameryce Łacińskiej połączenie rocka i różnorodnych, zwłaszcza afrokaraibskich stylów
- latin pop – powstał poprzez włącznie do muzyki pop elementów latynoamerykańskich, z pewnymi wpływami muzyki soul i R&B
- songo – unowocześniona forma son, powstała około roku 1969, łączy elementy melodyki són z elementami rytmiki rumby, rocka, funk i rhythm and bluesa
- tex-mex, mieszanka ludowych stylów z Teksasu i Meksyku

## Nowe popularne style muzyki latynoamerykańskiej
Częściowo stanowią podgatunki stylów tradycyjnych, częściowo dominujące wpływy mają inne style (np. Miami bass dla rio funk)
- reggaetón
- latin hip-hop
- merengue hip-hop
- latin ska
- cumbia villera
- cumbia romántica
- mangue beat
- tecno cumbia
- rio funk
- electrotango
- latin house
- latin techno
- comerciales
- cuarteto merenguero
- salsa
- timba
- rock nacional
- tecno brega

## Tańce i pieśni charakterystyczne dla poszczególnych krajów

### Regionandyjski
vallenato, yaraví
- gł. w Boliwii: cueca boliviana
- gł. w Chile: resbalosa albo refalosa, tonada, cueca
- gł. w Ekwadorze: cachullapi, chirihuaqui, pasillo
- gł. w Kolumbii: bambuco, cumbia, currulao, merengue kolumbijskie
- gł. w Peru: huayno, carnevalito, takirari, huaylarsh, saya, marinera, tondero, vals criollo, negroide, festejo, chicha

### Argentyna
baguala, bailecito, carnavalito, chacarera, chamamé, chamarrita, chaya, chirihuaqui, cielito, cifra, cueca, estilo, milonga, rasguido doble, tango argentyńskie, tonada, vidala, zamba

### Brazylia
axé, baião, brega, bumba-meu-boi, capoeira (początkowo styl walki), choro/chorinho, côco, forró, frevo, lambada, maracatu, marchinha, MPB, música caipira, pagode, samba, samba-reggae, sertanejo, tropicalismo

### Karaiby
calypso (z Trynidad i Tobago), danzón (z Haiti), merengue, bachata (oba z Dominikany), plena (Portoryko), reggae/dancehall (Jamajka), reggaetón (Portoryko, Panama, Dominikana, Kuba)
- charakterystyczne dla Kuby: bolero, conga, guaguancó, guajira, guaracha, habanera, lucumí, mambo, rumba, son

### Meksyk
banda, corrido, danzón, canción ranchera, sandunga, son huasteca (Huapango, Son Jarocho, Son de Jalisco, Son de Michoacán, Son de Veracruz, Vals, Yucateca)

### Paragwaj
balada albo canción, guarania, polka paragwajska, walc

### Urugwaj
chamarrita, candombe, murga

### Wenezuela
joropo llanero, pasaje, polo

### pozostałe
- boliwijska Amazonia: taquirari
- wywodzące się z Hiszpanii: paso doble
- rozwinięte przez kubańskich imigrantów w USA: cha-cha-cha, gotan, jive, latin jazz, salsa (taniec)

## Muzycy
The Black Eyed Peas, RBD, Jennifer Lopez, Ricky Martin, Enrique Iglesias, Shakira, Olga Tañón, Paquito D’Rivera, Tito Puente, Antonio Carlos Jobim, João Gilberto, Maria João, Dave Lombardo, Mario Bauza, Luiz Bonfá, Milton Nascimiento, Lalo Schifrin,
Irakere, Los Van Van, Adalberto Alvarez, El Nene, Mayito Rivera, El Indio, Ricardo Amaray, Manolito Simonet, Yma Sumac, Lucha Reyes, Chucho Valdés, Ruben Blades, Willie Colon, Juan de Marcos, Isaac Delgado, Azucar Negra, NG La Banda, Manolin-el medico de la salsa, Cruks en Karnak, Quilapayún, Inti Illimani, Víctor Jara, Violeta Parra, Daniela Mercury, Gloria Estefan, Celia Cruz, Carlinhos Brown, Marc Anthony, Thalía, Grupo Niche, Aventura, Daddy Yankee, Tego CalderónRakim y Ken-Y, Carlos Santana, Julieta Venegas, Wisin y Yandel, Belanova, Eric Rubin, Kalimba, Ninel Conde, Pee Wee, Anahí, Dulce Maria itd.

## Instrumenty wiodące i sekcja rytmiczna

### Instrumenty

#### Instrumenty perkusyjne
- typowe przede wszystkim dla muzyki afrokubańskiej: achére, agbé (albo abwé), bęben bata, bombo cubano, bongosy, claves, cowbell, gua-gua, güiro, kongi, marakasy, palitos, shekeré, timbales
- w muzyce brazylijskiej: afoxé albo xequeré, agogo, apito (rodzaj gwizdka), atabaque, berimbau, caixa, caxixi, chocalho albo ganzá albo shaker, cuíca, pandeiro, reco-reco, repinique (także: repique), sanfona, surdo, tamburyn, trójkąt, zabumba

#### Instrumenty melodyczne i harmoniczne
akordeon, bandoneon (w Argentynie), cavaquinho (w Brazylii), fletnia Pana, gitara (najczęściej klasyczna), klarnet, kontrabas, fortepian, skrzypce i inne instrumenty dęte (np. okaryna), puzon, trąbka)